# 브라이언 오서
브라이언 어니스트 오서(영어: Brian Ernest Orser, 1961년 12월 18일~)는 캐나다의 피겨스케이팅 선수, 지도자이다.

## 생애
온타리오주 벨빌에서 태어났으며, 어린 시절부터 피겨 유망주로 주목받았다. 1977년 노비스 레벨 캐나다 1위에 올랐고, 세계 주니어 선수권에서 4위를 하였다. 1980년부터 시니어 무대에서도 성과를 내기 시작하였으며, 1981년 세계 선수권에서 6위에 올랐다. 1983년 세계 선수권에서 3위에 올랐다. 이 무렵부터 오서는 트리플 악셀 점프 동작을 능숙하게 구사하여, '미스터 트리플 악셀'로 불릴 정도로 유명했다. 1984년 사라예보 동계 올림픽에서 동계 올림픽 사상 처음으로 트리플 악셀을 구사했으나, 미국의 스콧 해밀턴에게 뒤져 은메달을 차지하였다. 그해 세계 선수권에서 다시 스콧 해밀턴에 이어 2위에 올랐다. 그 시즌을 끝으로 스콧 해밀턴이 은퇴하자, 주니어 시절부터의 라이벌이던 미국의 브라이언 보이타노가 부상하였다. 오서와 보이타노는 1985년 세계 선수권에서 각각 2, 3위, 1986년 세계 선수권에서 각각 2, 1위, 1987년 세계 선수권에서는 각각 1, 2위에 오르는 등 브라이언이라는 이름이 같은 두 선수는 강력한 경쟁자로 대결하였다.

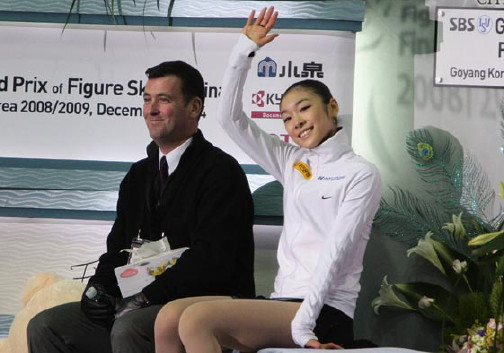
2008-09년 그랑프리 파이널 당시 제자인 김연아와 함께 있는 오서.

이에 따라 1988년 캘거리 동계 올림픽에서 두 브라이언의 대결은 큰 관심을 모았다. 오서는 개최국 캐나다의 기대를 한몸에 받았으나, 경기에서 심판들의 판정이 팽팽하게 갈린 가운데 보이타노가 금메달을 획득하고, 오서는 전 올림픽 대회에 이어 은메달을 땄다. 그 해 세계 선수권에서도 다시 보이타노에 이어 은메달을 땄다. 그 시즌을 끝으로 은퇴하고, 프로로 전향하였다.
한편 그는 피겨 스케이팅 발전에 기여한 공로로 캐나다 정부로부터 캐나다 훈장을 받았으며, 2009년 3월, 선수 시절의 기량과 코치로서의 공로를 인정받아 세계 스케이팅 명예의 전당에 헌정되었다. 프로 시절 Carmen on Ice에서의 연기를 인정받아 Emmy Awards를 수상하기도 했다.
2006년부터 아이스쇼에서 은퇴하며, 2007년 초부터 대한민국의 김연아를 제자로 받아들여 지도자로서의 길을 걷기 시작했다.
출판물로는 2009년 8월, 자신의 스포츠 인생과 김연아의 코치를 맡게 된 과정 등을 담은 에세이집 《한 번의 비상을 위한 천 번의 점프》가 대한민국에서 번역되어 출판되었다.
2011년 김연아와의 3년 계약이 끝난 뒤 결별했다. 이 과정은 매끄럽지 못했다. 김연아와 결별하고 캐나다로 돌아가 신티아 파뇌프의 전담 코치를 맡았다. 이후 일본의 남자 피겨 선수인 하뉴 유즈루의 전담 코치를 맡아 2014년 동계 올림픽 남자 싱글에서 하뉴 유즈루가 우승을 차지하여 2연속으로 전담 선수를 정상에 올렸다.

## 같이 보기
- 김연아
- 애덤 리폰
- 크리스티나 가오
- 곽민정
- IMG (기업)(영어판)